# Gretchen Carlson

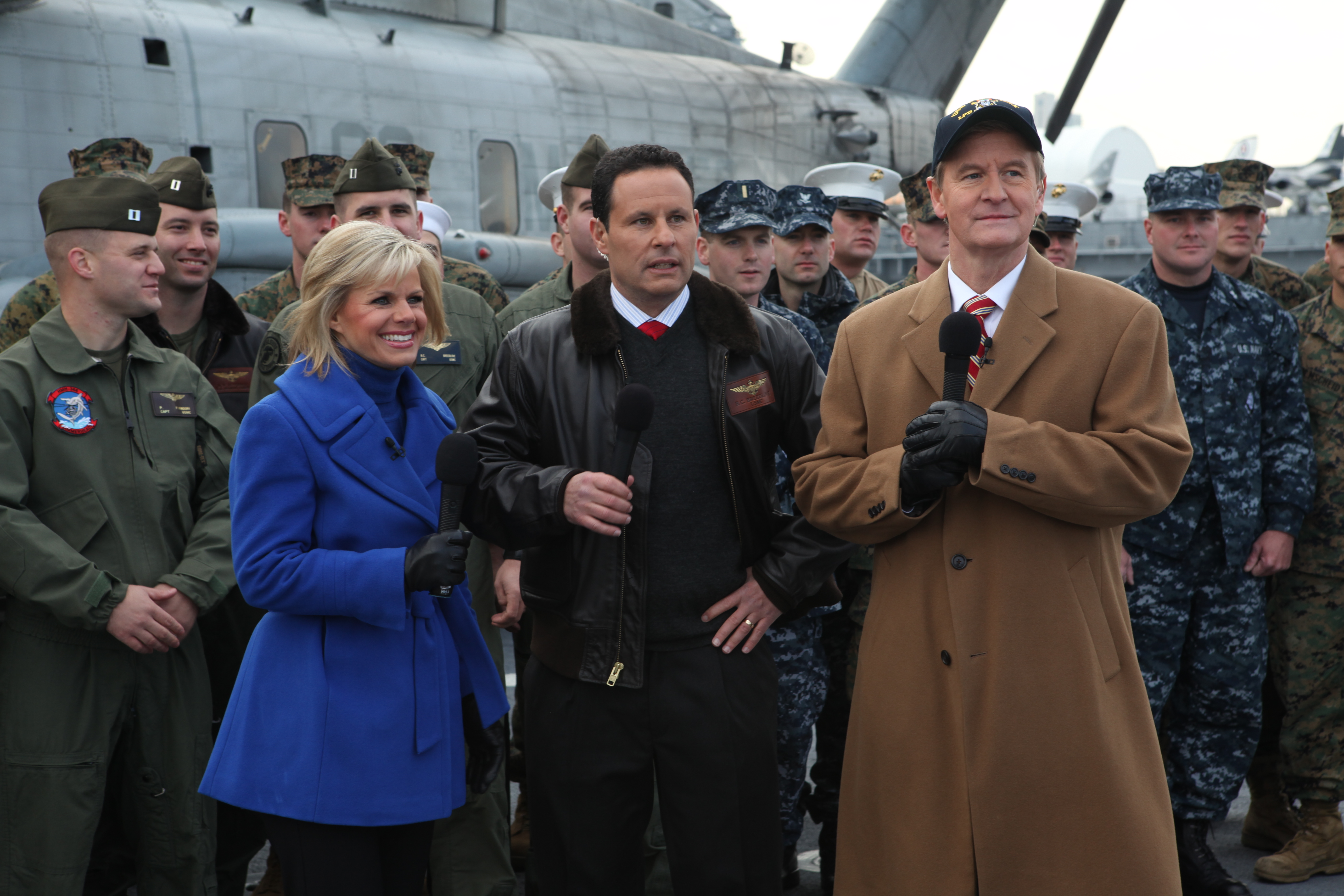
Carlson en medepresentatoren in 2019

Gretchen Elizabeth Carlson (Coon Rapids, 21 juni 1966) is een Amerikaanse televisiejournalist, auteur, violist, Miss America-winnares en pleitbezorger voor vrouwenrechten.
Carlson verscheen als presentatrice van meerdere televisieprogramma's. Ze presenteerde The Early Show op CBS News van 2002 tot 2005, Fox News' ochtendshow Fox & Friends van 2005 tot 2013 en The Real Story with Gretchen Carlson op Fox News van 2013 tot 2016. Onlangs richtte ze een campagne op, Lift Our Voices, om geheimhoudingsovereenkomsten en gedwongen arbitrageclausules in arbeidsovereenkomsten op de Amerikaanse werkplek te verbieden, zodat slachtoffers van seksuele intimidatie, ongelijkheid in beloningen en toxiciteit op de werkplek niet met geweld het zwijgen worden opgelegd door een geheimhoudingsverklaring.
Carlson werd in 2017 uitgeroepen tot een van Time's 100 meest invloedrijke mensen ter wereld.

## #MeToo
In juli 2016 spande Carlson een rechtszaak tegen de toenmalige Fox News-voorzitter en CEO Roger Ailes vanwege seksuele intimidatie. Vervolgens kwamen ook tientallen andere vrouwen naar voren om Ailes te beschuldigen van intimidatie, onder druk van deze zaken nam Ailes ontslag. In september 2016 schikten Carlson en 21st Century Fox de rechtszaak naar verluidt voor $ 20 miljoen en Carlson ontving een openbare verontschuldiging. Carlson was een van de eerste publiciteitszaken van de MeToo-beweging in 2016.

## Publicaties
- 2017 - Be fierce: stop harassment and take your power back. ISBN 1478992166.
- 2015 - Getting Real. ISBN 9780143109242.

- Gemeinsame Normdatei: 1156204569
- Library of Congress Control Number: no2015079588
- Virtual International Authority File: 316745375
- WorldCat: E39PBJgH73vJpK8BbwDVW3bmVC